# Vidrare, Sofia
Vidrare (în bulgară Видраре) este un sat în comuna Praveț, regiunea Sofia,  Bulgaria. 

## Demografie
Componența etnică a satului Vidrare
     Bulgari (96,87%)
     Romi (3,12%)
     Nicio identificare (0%)
     Altele (0%)
La recensământul din 2011, populația satului Vidrare era de 448 locuitori. Din punct de vedere etnic, majoritatea locuitorilor (96,87%) erau bulgari, cu o minoritate de romi (3,12%). Pentru 0% din locuitori nu este cunoscută apartenența etnică.